# 纹章狮子
纹章狮子（Marzocco）是多那太罗的一件雕塑作品，创作于1419-1420年，尺寸为135.5x38x60厘米。它最初位于佛罗伦萨的领主广场，为了保护它免受大气因素的影响，现藏于巴杰罗美术馆，原址改放一件复制品。雕像描绘一只将爪子放在盾牌上的纹章狮子，纹章是佛罗伦萨的城徽百合花。

## 历史
这座雕像是由佛罗伦萨共和国订制，当时恰逢教宗玛尔定五世访问，用于装饰新圣母大殿教皇住所的楼梯。后来搬到领主广场，作为共和国的象征。